# Nueva historia laboral
La nueva historia laboral es una rama de la historia laboral que se centra en las experiencias de los trabajadores, las mujeres y las minorías en el estudio de la historia. Está fuertemente influenciado por la historia social.
Antes de la década de 1960, la mayoría de los historiadores laborales de todo el mundo se centraban en la historia de los sindicatos. En Estados Unidos, por ejemplo, los economistas laborales de la Universidad de Wisconsin dominaban la disciplina académica de la historia laboral. Su investigación se centró en el desarrollo de los mercados, los sindicatos y las filosofías políticas.
En la década de 1950, los historiadores británicos y otros historiadores europeos desarrollaron el campo de la historia social para corregir los desequilibrios estructuralistas que percibían en el estudio de la historia. Los historiadores sociales no sólo buscaron ampliar el estudio de la historia sino reenfocarlo en las experiencias de la gente común en lugar de en las instituciones o las élites.
Los historiadores sociales británicos como E. P. Thompson, en particular, tuvieron un impacto significativo en los historiadores laborales estadounidenses. A los académicos laboristas de derecha e izquierda del espectro político estadounidense les resultó difícil explicar el ascenso del trabajo a finales del siglo XIX, y la historia social ofreció al menos un nuevo enfoque para resolver el enigma. La historia social también echó raíces al mismo tiempo que el trabajo organizado estadounidense comenzó a declinar. Para los académicos laborales de izquierda, la historia social sugería una nueva forma de revitalizar el movimiento laboral estadounidense al desviar la atención de los líderes e instituciones conservadores, así como un medio para que los académicos se involucraran con los propios trabajadores. Para algunos, la nueva historia laboral alejó la disciplina de la historia laboral de la perspectiva teórica marxista que veía los movimientos sindicales en términos de élites, clases e instituciones. 
Los críticos europeos y estadounidenses de la "nueva historia laboral" acusan a los historiadores de descuidar ahora las instituciones y las elites. Sostienen que los líderes laborales y los sindicatos dan forma a los objetivos y valores de los trabajadores y los reflejan. También señalan que la "nueva historia laboral" tiende a ignorar tendencias y movimientos culturales más amplios y desarrollos tecnológicos que operan en un nivel más sistémico que el individual.
Especialmente en Estados Unidos, muchos historiadores laborales jóvenes están intentando una nueva síntesis de las "viejas" y "nuevas" historias laborales.

## Ejemplos de estudiosos de la "nueva historia del trabajo"
- David Brody
- Melvyn Dubofsky
- Herbert Gutman
- Nelson Lichtenstein
- David Montgomery
- E. P. Thompson

## Ejemplos de "viejos" estudiosos de la historia del trabajo
- Neil W. Chamberlain
- John R. Comunes
- Juan Thomas Dunlop
- Selig Perlman
- Jose Rayback
- Sumner Slichter
- Philip Taft